# 嗜菊短頭脊沫蟬
嗜菊短頭脊沫蟬（学名：Poophilus costalis）为尖胸沫蟬科短頭脊沫蟬屬下的一个种。